# Cournot-duopólium
A Cournot-duopólium egyike a mikroökonómiai piacelméletben használatos duopólium-modelleknek. A modellt megalkotójáról, Antoine Augustin Cournot francia matematikus-közgazdászról nevezték el.
A Cournot-duopólium jellemzői:
- A piacon rövid és hosszú távon is pontosan két eladó (a továbbiakban: vállalat) van jelen, akik között nincs együttműködés.
- A két vállalat ugyanazt a jószágot állítja elő.
- A megtermelt jószágegységek homogének, azaz minőségükben nem különböznek egymástól.
- A vállalatok egyetlen célja profitjuk maximalizálása, aminek érdekében az összes rendelkezésükre álló információt felhasználják.
- A vállalatok csak a jószág általuk kibocsátott mennyiségéről döntenek, a jószág – egyetlen – árát piaci folyamatok alakítják ki.
- A vállalatok kínálati döntésüket szimultán módon, vagyis stratégiai szempontból egyszerre hozzák. Ez azt jelenti, hogy egyik vállalat sem ismeri, amikor meghozza a döntését, hogy a másik hogyan döntött (még akkor sem, ha az időben korábban történt).

## A reakciófüggvény
Jelölje {\displaystyle D(p)\,} a két vállalat által előállított jószág piaci keresleti függvényét, ahol p a jószág ára. Az egyszerűség kedvéért nevezzük a két eladót 1., illetve 2. vállalatnak. Ekkor legyen y1 az 1., y2 pedig a 2. vállalat kibocsátása, továbbá {\displaystyle C_{1}(y_{1})\,} az 1., {\displaystyle C_{2}(y_{2})\,} pedig a 2. vállalat összköltségfüggvénye.
A további összefüggéseket csak az 1. vállalatra vezetjük le; mivel a két vállalat közül egyik sincs „kitüntetett” szerepben, ezért természetesen ugyanezek vonatkoznak a 2. vállalatra is, csak más jelölésekkel. Az 1. vállalat profitja – {\displaystyle \pi _{1}\,} – az árbevétel (a jószág ára szorozva a vállalat által kibocsátott mennyiségével) és az összköltség különbsége:
Mivel az 1. vállalat célja profitjának maximalizálása, ezért azt az y1 kibocsátási szintet kell megkeresnünk, ahol a profitfüggvény értéke maximális. Viszont ha a – minden pontjában differenciálhatónak feltételezett – profitfüggvény eléri maximumát, akkor y1 szerinti deriváltja 0 lesz. Tehát a profitmaximalizáló kibocsátásra fennáll a következő egyenlőség (deriváljuk a fenti összefüggést y1 szerint, majd egyenlővé tesszük 0-val):
MC1 jelöli a jószág előállításának határköltségét, az összköltség y1 szerinti deriváltját.
Az egyenletben két ismeretlen is szerepel: y1 és p. Tudjuk azonban, hogy p a keresleti függvény, {\displaystyle D(p)\,} magyarázó változója; a piaci folyamatok pedig a keresletet egyenlővé teszik a kínálattal. A kínálat nem más, mint a két vállalat összes kibocsátása, vagyis {\displaystyle y_{1}+y_{2}\,}. Az előbb megfogalmazott összefüggést a matematika nyelvén felírva:
Ha pedig a keresleti függvény inverzére írjuk fel az egyenlőséget:
P az inverz keresleti függvény. Mivel értéke az árral, p-vel egyenlő, a deriválással kapott fenti összefüggésbe is behelyettesíthetjük p helyére:
Sajnos azt tapasztaljuk, hogy az eltűnt p helyét egy másik ismeretlen váltotta fel: y2, vagyis a 2. vállalat kibocsátása, amit a modell definíciója szerint az 1. vállalat nem ismerhet kínálati döntésének meghozatalakor. Viszont megpróbálhatja megbecsülni y2-t különböző más információk alapján (ezekre később még visszatérünk). A 2. vállalat 1. vállalat által becsült kibocsátását y2e-vel jelölhetjük.
Összefüggésünk most ilyen alakot ölt:
Ez az egyenlőség pedig implicit módon meghatározza az {\displaystyle y_{1}(y_{2}^{e})} függvényt, amit az 1. vállalat reakciófüggvényének nevezünk. A reakciófüggvény a 2. vállalat minden egyes becsült kibocsátási szintjéhez az 1. vállalat profitmaximalizáló kibocsátását rendeli.
Természetesen, ahogy már említettük is, a 2. vállalat reakciófüggvénye ugyanilyen módszerrel határozható meg. Ekkor az 1. vállalat kibocsátása a becsült érték, tehát a reakciófüggvény {\displaystyle y_{2}(y_{1}^{e})} alakú lesz.

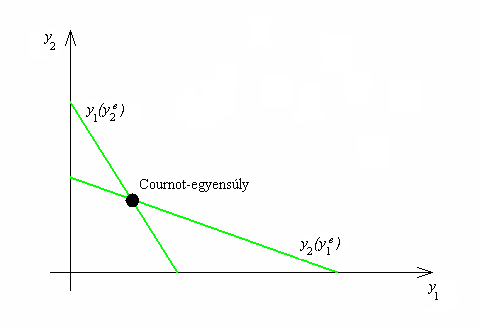
A reakciófüggvények és a Cournot-egyensúly.
(Megjegyzés: A reakciófüggvények csak akkor biztosan lineárisak és negatív meredekségűek, ha a keresleti függvény is negatív meredekségű és lineáris.)

## Az egyensúly
Cournot-egyensúlyban mindkét vállalatnak a másik kibocsátására vonatkozó becslése a másik vállalat tényleges kibocsátásával egyenlő. Tehát:
Ha a két reakciófüggvényt közös koordináta-rendszerben ábrázoljuk, akkor a Cournot-egyensúlyi pont a két függvény metszéspontja lesz.

### Az egyensúly kialakulása
Ha mindkét vállalat csak egyszer hozhatná meg kínálati döntését, ahogy az eredetileg a modellben szerepel, akkor nem valószínű, hogy becsléskor éppen eltalálnák a másik vállalat választott kibocsátási szintjét. Ha viszont egymást követően többször is döntést hoznak (ami nyilvánvalóan közelebb áll a valósághoz is), és a másik vállalat előző időszaki kibocsátása már megfigyelhető a számukra, akkor megtehetik, hogy korrigálják a korábbi becsléseiket. Ezek a korrekciók a Cournot-duopóliumot az egyensúly irányába mozdítják el.
Tegyük fel például, hogy a vállalatoknak havonta kell meghozniuk kínálati döntésüket, vetélytársuk előző havi kínálati döntését pedig meg tudják figyelni. Ekkor, ha nincs más információjuk, célszerű azt feltételezniük, hogy a másik vállalat jelen hónapban is ugyanazon kibocsátási szintet választja, mint annak előtte. Eszerint a vállalatok a t-edik időszakban így határozzák meg a kibocsátásukat:
A t+1-edik időszakban pedig így:
És így tovább. Belátható, hogy a reakciófüggvény-értékek t növekedésével a Cournot-egyensúlyi értékhez tartanak.

## Egy példa
Egy faluban két „vállalat” foglalkozik perecsütéssel. Az általuk készített perecek teljesen egyformák; a két vállalat által alkotott duopólium más jellemzőiben is megfelel a Cournot-modell feltételeinek. Mindkét vállalat hetente dönt az általa kínált mennyiségről. A perec keresleti függvénye:
Az 1. vállalat modern technológiával dolgozik, határköltség-függvénye {\displaystyle MC_{1}(y_{1})=y_{1}\,}, ahol y1 a vállalat heti kibocsátása. A 2. vállalat elavultabb technológiát alkalmaz, határköltség-függvénye {\displaystyle MC_{2}(y_{2})=4y_{2}\,} (y2 a 2. vállalat heti kibocsátása).
Kérdések: Mennyi lesz az egyes vállalatok Cournot-egyensúlyi kibocsátása, valamint a piaci ár? Mennyi volna az összkibocsátás és az ár abban az esetben, ha a perecnek versenyzői piaca lenne?

### A reakciófüggvények
Először a reakciófüggvényeket kell meghatároznunk. Az 1. vállalat reakciófüggvényét implicit módon megadó, feljebb már felírt egyenlet így néz ki:
Az inverz keresleti függvényt, P(y)-t így kaphatjuk meg:
A függvény y1 szerinti deriváltja -2. Helyettesítsünk be az egyenletbe mindent, amit tudunk, majd rendezzük y1-re:
Az 1. vállalat reakciófüggvénye tehát:
A 2. vállalat reakciófüggvénye hasonlóan vezethető le. A végeredmény:

### Az egyensúly
A Cournot-egyensúly a reakciófüggvények metszéspontjának felel meg, vagyis meg kell oldanunk az
kétismeretlenes egyenletrendszert. A gyökök:
Látható, hogy a modernebb technológia az 1. vállalat számára nagyobb piaci részesedést biztosított. Az is megállapítható, hogy összesen 40 + 20 = 60 perecet fognak eladni egy hét alatt. A piaci árat az összkibocsátásnak az inverz keresleti függvénybe való helyettesítésével kaphatjuk meg:

### A versenyzői piaccal való összehasonlítás
Ha a perec piaca versenyzői piac volna, akkor az egyensúlyi ár-kibocsátás kombináció a keresleti és a kínálati függvény – utóbbi ebben az esetben a határköltséggörbe – metszéspontjában lenne. Persze kérdés, hogy itt melyik (az 1. vagy a 2.) vállalat határköltség-függvényét használjuk fel. A legjobb válasz erre az, hogy a versenyzői piacon minden technológiával kapcsolatos információ nyilvános, így hosszú távon minden vállalat a legkedvezőbb technológiára áll át. Így az 1. vállalat határköltség-függvényét kell figyelembe vennünk.
Tehát az inverz keresleti függvény értéke egyenlő a határköltséggel:
Az ár meghatározása:
Hasonlítsuk össze az összkibocsátást és az árat Cournot-duopólium, illetve versenyzői piac esetén:
|                | Cournot-duopólium | Versenyzői piac |
| Összkibocsátás | 60                | 80              |
| Ár             | 120               | 80              |

Látható, hogy a Cournot-modellben a kibocsátás a versenyzői piac kibocsátása alatt marad, az ár viszont meghaladja a versenyzői árat. A Cournot-duopólium a tökéletes versenyhez képest a javak kevésbé hatékony elosztását tudja csak biztosítani.
A hatékonyságveszteség számszerűen is kifejezhető, ha meghatározzuk az úgynevezett holtteherveszteséget, a vásárlók kieső fogyasztói többletének és a vállalatok kieső termelői többletének összegét. A holtteherveszteség képlete, ha a keresleti és a határköltségfüggvény is lineáris:
{\displaystyle \Delta p\,} a Cournot-duopólium és a versenyzői piac árának különbségét, {\displaystyle \Delta y\,} pedig a két kibocsátás különbségét jelöli. Jelen esetben:
Az tehát, hogy a perec piaca Cournot-duopóliumként működik, a falu és a vállalatok számára heti (!) 400 forint veszteséggel jár.

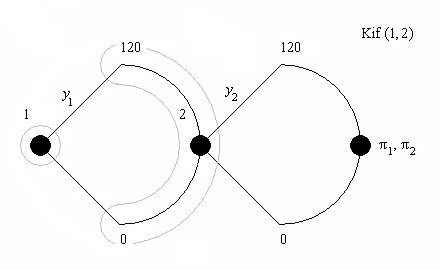
A Cournot-játék extenzív alakja (a számok a fenti példából származnak)

## A Cournot-duopólium játékelméleti modellje
A játékelmélet a Cournot-duopóliumot aszimmetrikus információs játékként modellezi. A „Cournot-játék” elemei:
- két játékos (a két vállalat);
- mindkét játékos számára a választható akciók a kibocsátásának lehetséges értékei;
- a másodikként lépő játékos nem ismeri az első játékos lépését (információs halmaza nem egyelemű);
- a játék végén a kifizetések a játékosok profitjai;
- a játékosok célja, hogy kifizetésük maximális legyen.

A Cournot-egyensúly nem más, mint a Cournot-játék tiszta stratégiákon alapuló Nash-egyensúlya.